# Chris Huffins
Christopher Allen « Chris » Huffins  (né le 15 avril 1970 à Brooklyn) est un décathlonien américain.

## Biographie
Chris Huffins est médaillé de bronze aux championnats du monde de Séville de 1999 et aux Jeux olympiques de Sydney, en 2000.

### Palmarès
| Date | Compétition           | Lieu      | Résultat | Épreuve    | Performance |
| ---- | --------------------- | --------- | -------- | ---------- | ----------- |
| 1995 | Championnats du monde | Göteborg  | 8e       | Décathlon  | 8 193 pts   |
| 1996 | Jeux olympiques       | Atlanta   | 10e      | Décathlon  | 8 300 pts   |
| 1997 | Championnats du monde | Paris     | 4e       | Heptathlon | 6 128 pts   |
| 1998 | Goodwill Games        | Uniondale | 2e       | Décathlon  | 8 576 pts   |
| 1999 | Jeux panaméricains    | Winnipeg  | 1er      | Décathlon  | 8 170 pts   |
| 1999 | Championnats du monde | Séville   | 3e       | Décathlon  | 8 547 pts   |
| 2000 | Jeux olympiques       | Sydney    | 3e       | Décathlon  | 8 595 pts   |

### Records
| Épreuve    | Performance  | Lieu                | Date         |
| ---------- | ------------ | ------------------- | ------------ |
| Décathlon  | 8 694 points | La Nouvelle-Orléans | 20 juin 1998 |
| Heptathlon | 6 128 points | Paris               | 9 mars 1997  |